# 브레갈리아
브레갈리아(로만슈어: Bregaglia (도움말·정보) 브레갈리아)는 스위스 그리종주의 말로야구에 있는 지자체이다. 2010년 본도(Bondo), 카스타세냐(Castasegna), 소글리오(Soglio), 스탐파(Stampa), 비코소프라노(Vicosoprano) 시가 합병했고, 발브레갈리아(Val Bregaglia)에 위치했다.

## 역사

### 본도
카롤링거 왕조 아래 본도는 미스터리움 베르갈리아에 속해 있었는데, 이것은 쿠어의 초기 주교들의 종속이었으나, 960년 이후에는 주교가 직접 소유하게 되었다. 카스탈무어에 있는 산마리아의 계곡 교회는 988년에 처음 언급된 반면, 본도의 마을 교회인 산마르티노 교회는 1250년에 축성되었다. 중세 시대에 본도는 집합적으로 di la dell로 알려진 여러 마을의 일부였다. 소토 포르타/운터포르타 지구의 일부였던 ‘acqua’(‘물 건너편’). 1367년 본도는 소토 포르타/운터포르타의 나머지 지역들과 함께 신의 가문 동맹에 가입했다. 1380년에 본도라는 이름으로 처음 언급되었다. 독일어에서는 Bundth라고도 하고, 로만슈어로는 Buond라고 한다.
1552년에 종교 개혁이 마을에 이르렀다. 16세기 동안 인구의 일부는 본도를 떠나 이탈리아로, 나중에는 동유럽(제빵사 또는 군인)으로 이주했다. 이러한 경향은 많은 사람들이 현재 북부 그라우뷘덴이나 스위스의 나머지 지역으로 떠나는 것을 제외하고 20세기까지 계속되었다.
30년 전쟁 동안 3개의 리그는 동맹의 혼동(Bündner Wirren)에 의해 흔들렸다. 분권화된 리그가 종교와 정치를 놓고 서로 싸웠기 때문이다. 1621년, 혼란기 동안 스페인 군대는 도시 전체를 불태워 약 248개의 구조물을 파괴했다. 도시는 새로운 중앙 거리를 따라 재건되었다.

### 카스타세냐
카스타세냐는 1374년에 Castexegnia로 처음 언급되었다.
카스타세냐에는 브렌탄으로 알려진 유럽에서 가장 큰 밤나무 숲이 있다. 마을 이름은 밤나무 숲을 의미하며 문장에 나무가 새겨져 있다.

### 소글리오
소글리오는 1186년에 de Solio로 처음 언급되었다.

### 스탐파
스탐파는 1354년 이후에 Stamppa로 처음 언급되었다.

### 비코소프라노
비코소프라노는 1096년에 Vicus Supranus로 처음 언급되었다.

## 지리
브레갈리아의 면적(2004/09 조사 기준)은 251.45k㎥이다. 이 면적 중 약 14.1%가 농업용으로 사용되며, 21.6%는 산림이다. 나머지 토지 중 0.9%는 정착지(건물 또는 도로)이고 63.4%는 비생산적인 토지이다. 지난 20년(1979/85-2004/09) 동안 정착된 토지의 양은 37ha가 증가하고, 농경지가 355ha 감소했다.

## 인구통계
2020년 12월 기준, 브레갈리아의 인구는 1,556명이다. 2014년 기준으로 인구의 13.4%가 거주하는 외국인이다. 2010년부터 2014년까지 지난 4년 동안 인구는 -3.62%의 비율로 변경되었다. 2014년 지자체의 출생률은 7.7명이었고 사망률은 주민 1,000명당 11.6명이었다.
2014년 기준으로 아동·청소년(0~19세)이 16.6%, 성인(20~64세)이 59.2%, 노인(64세 이상)이 24.2%를 차지한다. 2015년에는 608명의 독신 거주자, 726명의 기혼 또는 동거인, 124명의 미망인 또는 홀아비, 78명의 이혼한 거주자가 있었다.
2014년에 브레갈리아에는 692개의 개인 가구가 있었고 평균 가구 규모는 2.21명이었다. 2013년 인구 1,000명당 신규 주택 건설 비율은 1.28호였다. 2015년 시정촌 공실률은 0.87%였다.
역사적 인구는 다음 차트에 나와 있다.

## 국가중요문화재
카스텔무어 중세 요새, 본도의 산마리아 교회 및 팔라초 살리스, 안토니오 저택 No. 139, 바티스타 저택 no. 131, 소글리오의 메초 저택 No. 137, 아틀라 저택 No. 120, 스탐파의 팔라조 카스텔무어는 국가적으로 중요한 스위스 문화유산으로 등재되어 있다.

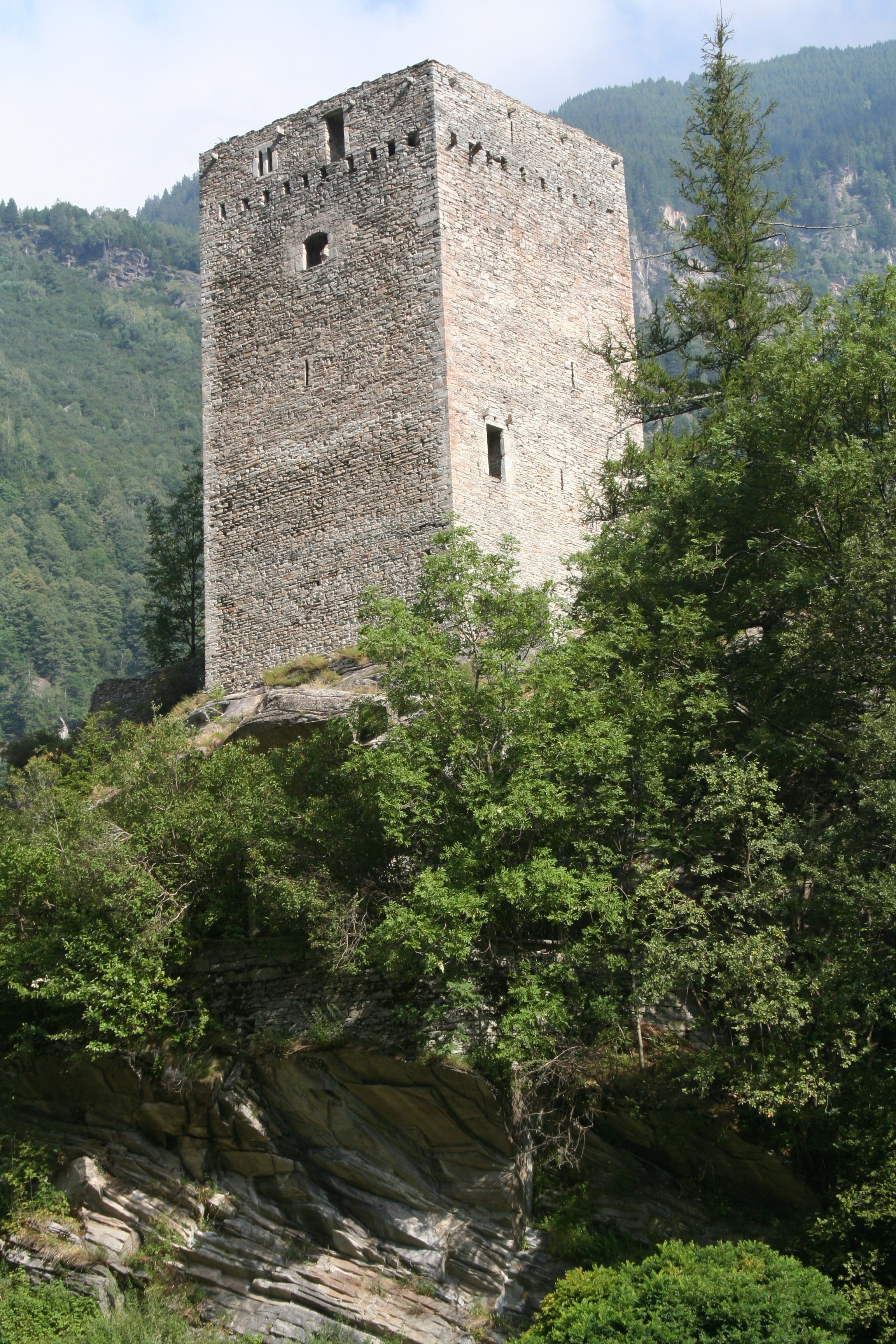
카스텔무어성은 로마 제국의 중간 기착지이자 중세 요새이다.
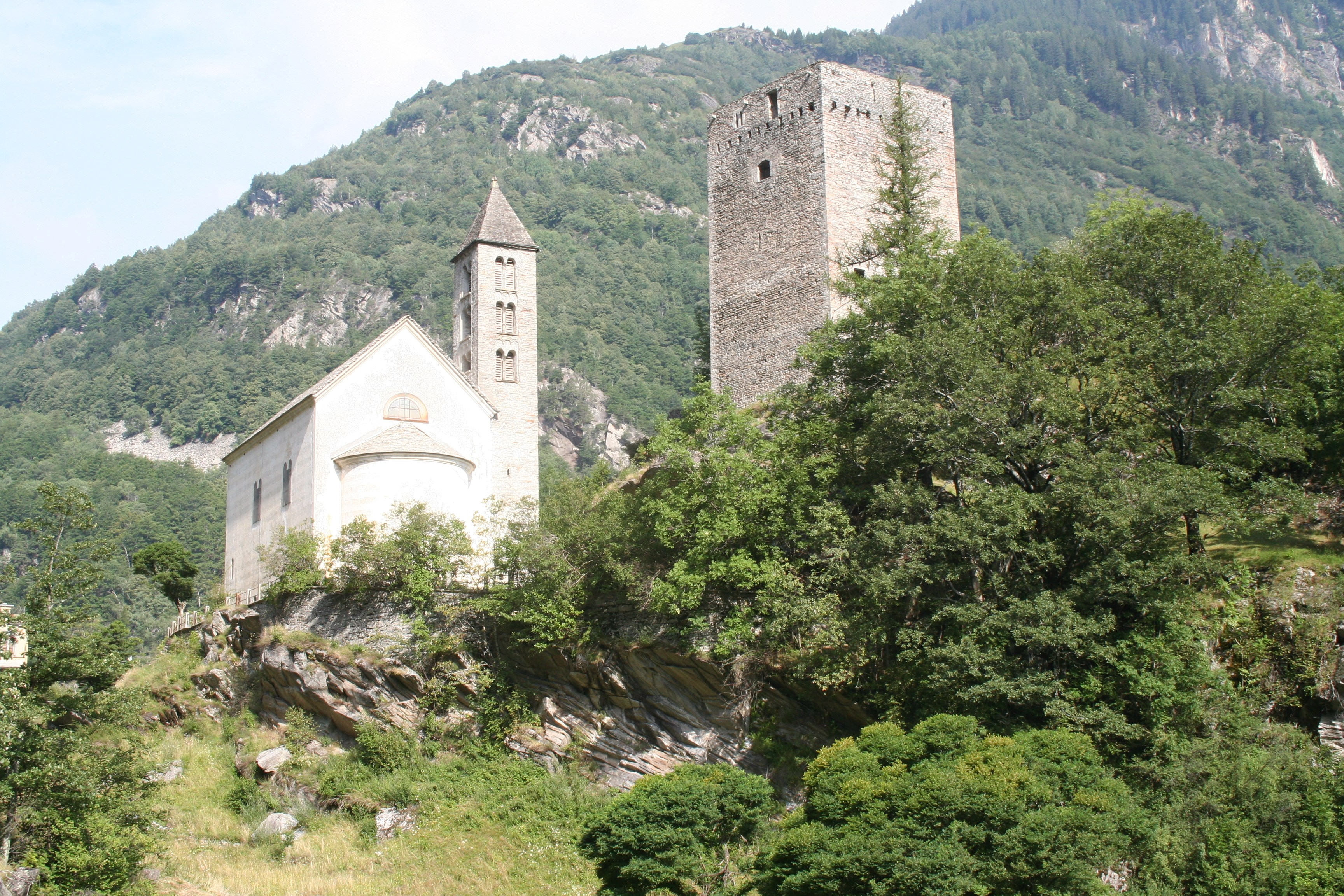
스위스 개혁 교회 di Nossa Donna
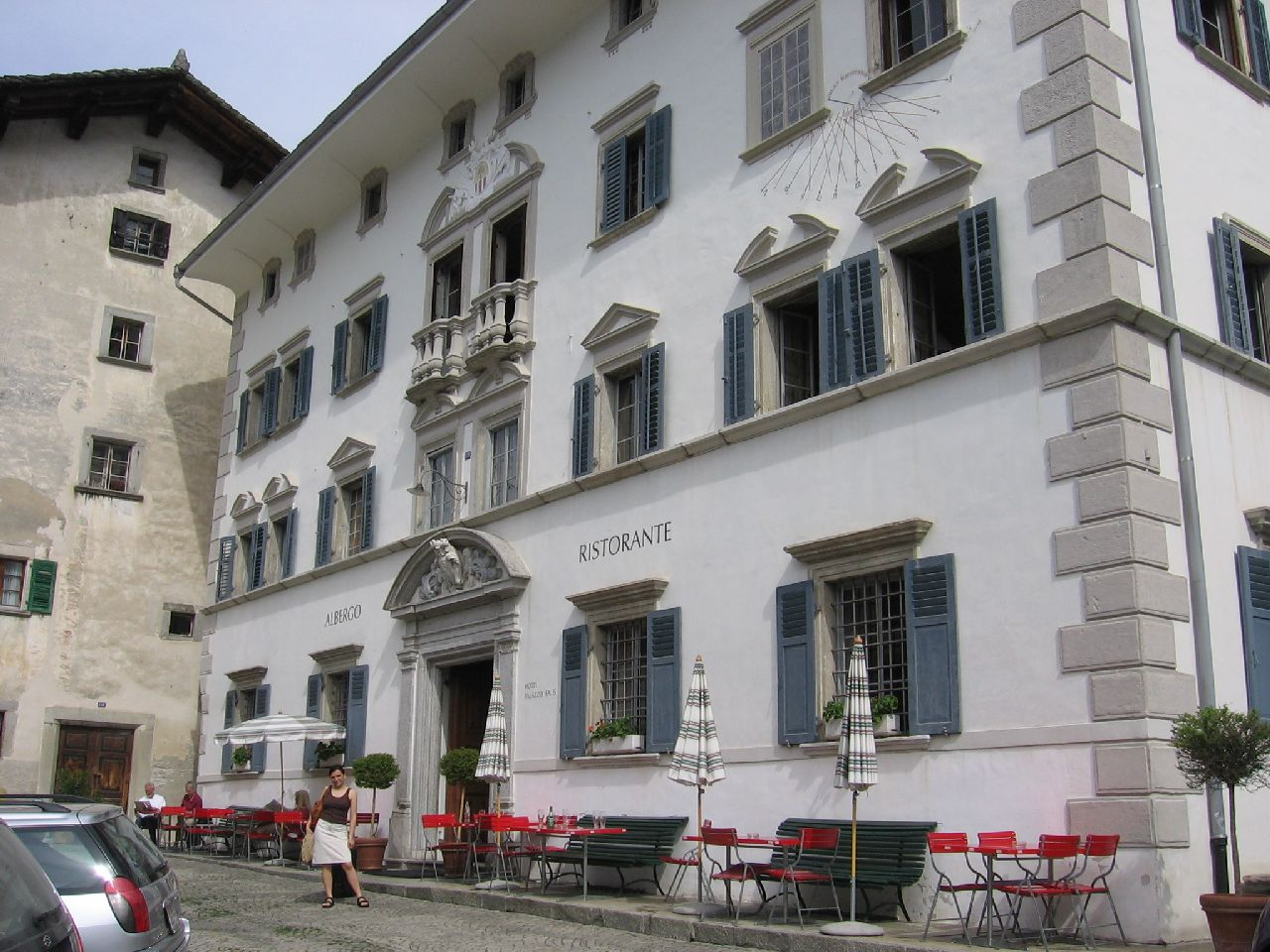
살리스궁
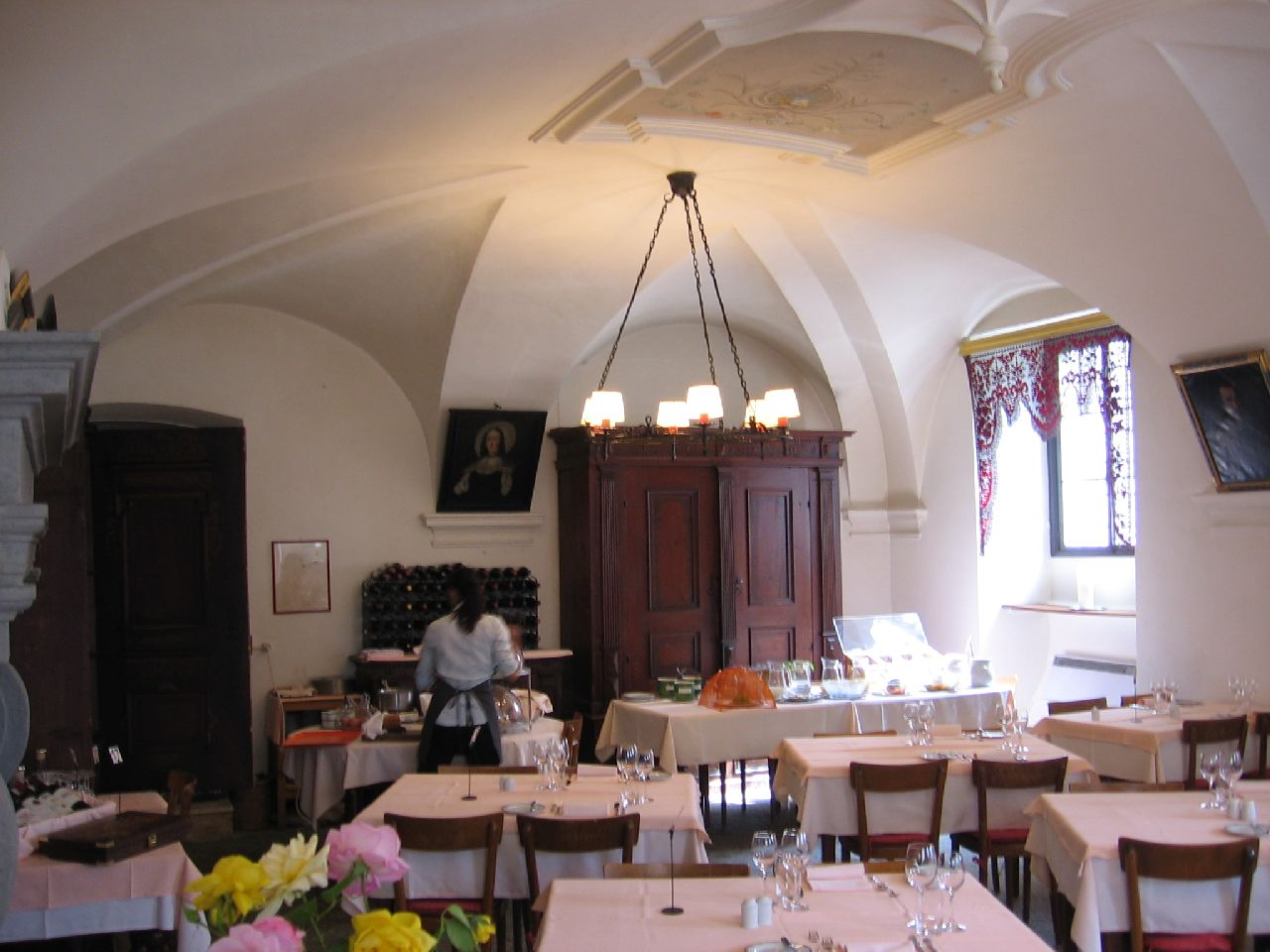
호텔 팔라초 살리스의 식당
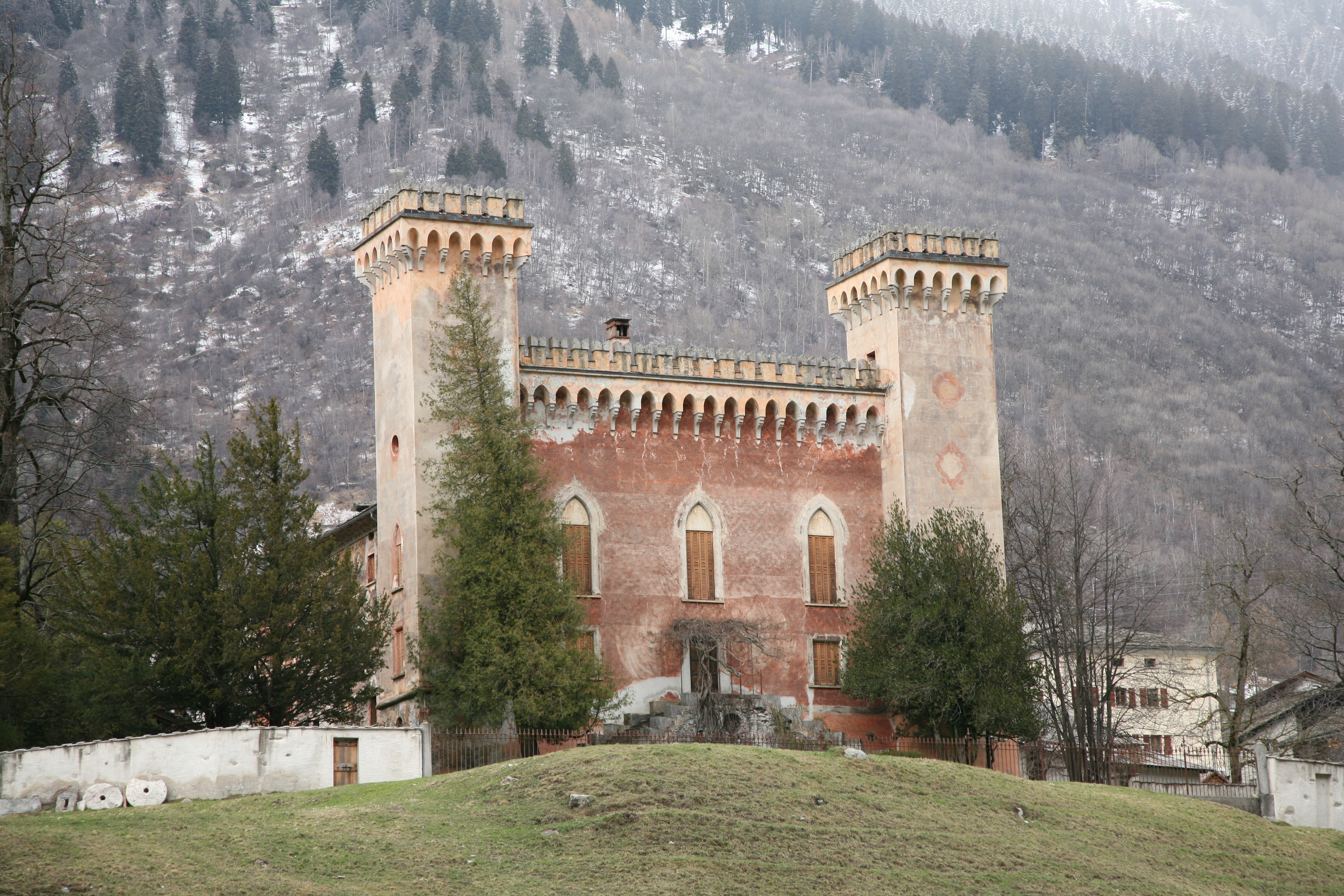
카스텔무어궁

카스텔무어의 산마리아 교회는 19세기에 대부분 재건되었지만, 여전히 로마네스크 양식의 종탑이 있다.  본도의 산마리아에는 로마네스크 양식의 종탑도 있다. 이 교회는 17세기에 복원되었지만, 중요한 15세기 후반 프레스코 순환을 유지하고 있다. 화가 바를린의 유해는 인근 묘지에 안장되어 있다. 더 주목할만한 건물로는 모리나리 저탹, 1690년 팔라초 Scartazzini, 1763년 팔라초 Scartazzini am Platz(이전 Cortini) 및 팔라초 살리스가 있다. 이 마지막은 제롬 드 살리스-소글리오에 의해 시작되었다. 1765년에 그의 아내 마리를 위해 그리고 1774년에 그들의 아들에 의해 완성되었다. 프로몬타뇨를 향한 크로티 그룹도 있다. 20세기에 화가 바를린은 마을의 정신을 많이 포착했다.

## 경제
2014년 기준으로 시정촌에 고용된 사람은 총 896명이다. 이 중 총 104명이 1차 경제 부문의 31개 사업체에서 일했다. 1차 부문 직원의 절대다수(81.7%)는 매우 작은 사업(직원 10명 미만)에서 일했다. 나머지는 총 19명의 직원이 있는 1개의 소규모 사업체에서 일했다. 2차 부문은 45개의 개별 사업에서 306명의 근로자를 고용했다. 2차 부문 직원의 소수(44.4%)는 매우 작은 사업체에서 일했다. 총 170명의 직원이 있는 9개의 중소기업이 있었다. 마지막으로, 3차 부문은 147개 기업에서 486개의 일자리를 제공했다. 총 142명의 직원이 있는 6개의 중소기업이 있었다.
2014년에는 전체 인구의 1.3%가 사회 지원을 받았다. 2016년 2분기에 평균 370명의 근로자가 스위스 이외의 지역에서 지자체로 통근했으며, 이는 대다수의 근로자를 대표한다.
2015년 국내 호텔은 총 41,439건의 숙박을 했으며, 그중 31.4%가 해외 방문객이었다.
취리히 전기공사(EWZ)는 카스타세냐에서 발전소를 운영하고 있다.

## 정치
2015년 연방 선거에서 가장 인기 있는 정당은 28.3%의 득표율을 기록한 FDP였다. 다음으로 가장 인기 있는 세 정당은 SVP (28.2%), BDP(21.5%), SP (12.2%)였다. 이번 연방 총선에서는 총 554표가 나왔고, 투표율은 46.1%였다. 2015년 총선은 2011년에 비해 득표율이 크게 변화했다. FDP가 득표한 득표율은 2011년 20.5%에서 2015년 28.3%로 증가한 반면 SP가 받은 득표율은 17.3%에서 12.2%로 떨어졌다.

## 기후
소글리오의 연간 강우량은 평균 101.8일이며 평균 강수량은 1,459mm이다. 가장 습한 달은 5월로 소글리오의 평균 강수량은 179mm이다. 이달 동안 평균 강수량은 12.7일이다. 연중 가장 건조한 달은 2월로 12.7일 동안 평균 강수량이 55mm이다.
비코소프라노의 연간 강우량은 평균 111.4일이며 평균 강수량은 1,492mm이다. 가장 습한 달은 비코소프라노의 평균 강수량이 185mm인 5월이다. 이달 동안 평균 강수량은 13.3일이다. 일년 중 가장 건조한 달은 2월로 평균 13.3일 동안 강수량이 72mm이다.

## 유명인
소글리오 마을은 그리종주의 과두 정치인 중 하나인 살리스 가문이 기원된 지자체이다. 마을에는 여러 살리스의 저택(casa)이 있다. 카사 알타; 카사 바티스타; 카사 디 메조; 그리고 카사 안토니오. 바티스타 저택은 현재 호텔인 호텔 팔라초 살리스(구 Pensione Willy)이며 나머지는 공동 주택이다. 수세기 동안 살리스 가문의 재산은 이 지역에 영향을 미쳤고, 가문의 문장은 교회 회원임을 나타내는 염소자리 아래에 있는 지자체의 문장에 있다.
유명한 예술가 가족인 자코메티는 스탐파 출신이다. 가장 유명한 가족 구성원은 다음과 같다.
- 조반니 자코메티 (1868-1933)
- 아우구스토 자코메티 (1877-1947), 조반니의 사촌
- 알베르토 자코메티 (1901-1966), 조반니의 아들
- 디에고 자코메티 (1902-1985), 조반니의 아들
- 브루노 자코메티 (1907-2012), 조반니의 아들